# Kabinett Salmond II
Das Kabinett Salmond II war die sechste Schottische Regierung vom 19. Mai 2011 bis zum 18. November 2014. Sie war eine Alleinregierung der Scottish National Party, die bei der Parlamentswahl in Schottland 2011 eine absolute Mehrheit erhielt. der First Minister war Alex Salmond. Er trat am 18. November 2014 zurück, nachdem das Schottische Unabhängigkeitsreferendum 2014 gescheitert war. Seine Nachfolgerin wurde Nicola Sturgeon.

## Regierung

### Kabinettsmitglieder
(Cabinet Secretaries, falls nicht anders erwähnt)
| Amt                                                     | Bild | Name             | Partei | Partei    | Amtszeit  |
| ------------------------------------------------------- | ---- | ---------------- | ------ | --------- | --------- |
| First Minister                                          |      | Alex Salmond     |        | SNP       | 2011–2014 |
| Deputy First Minister                                   |      | Nicola Sturgeon  | SNP    | 2011–2014 |           |
| Ministerin für Gesundheit und Stadtentwicklung          |      | Nicola Sturgeon  | SNP    | 2011–2014 |           |
| Minister für Finanzen, Arbeit und nachhaltiges Wachstum |      | John Swinney     | SNP    | 2011–2014 |           |
| Minister für Bildung und lebenslanges Lernen            |      | Michael Russell  | SNP    | 2011–2014 |           |
| Minister für Parlament und Regierungsstrategie          |      | Bruce Crawford   | SNP    | 2011–2014 |           |
| Minister für Justiz                                     |      | Kenny MacAskill  | SNP    | 2011–2014 |           |
| Minister für Umwelt und ländliche Angelegenheiten       |      | Richard Lochhead | SNP    | 2011–2014 |           |
| Ministerin für Kultur                                   |      | Fiona Hyslop     | SNP    | 2011–2014 |           |
| Minister für Infrastruktur                              |      | Alex Neil        | SNP    | 2011–2014 |           |
| Ministerin für Sport, Gleichstellung und Renten         |      | Shona Robison    | SNP    | 2014      |           |
| Ministerin für Training, Jugend und Frauen              |      | Angela Constance | SNP    | 2014      |           |

### Staatssekretäre
| Staatssekretäre(Junior Minister)              | Name                | Partei | Partei    | Amtszeit  |
| --------------------------------------------- | ------------------- | ------ | --------- | --------- |
| Äußere Angelegenheiten und Entwicklung        | Humza Yousaf        |        | SNP       | 2011–2014 |
| Gesundheitsdienste                            | Michael Matheson    | SNP    | 2011–2014 |           |
| Energie, Unternehmen und Tourismus            | Fergus Ewing        | SNP    | 2011–2014 |           |
| Kommunen und Planung                          | Aileen Campbell     | SNP    | 2011      |           |
| Kommunen und Planung                          | Derek Mackay        | SNP    | 2011–2014 |           |
| Kinder und junge Menschen                     | Angela Constance    | SNP    | 2011      |           |
| Kinder und junge Menschen                     | Aileen Campbell     | SNP    | 2011–2014 |           |
| Bildung, Wissenschaft und Schottische Sprache | Alasdair Allan      | SNP    | 2011–2014 |           |
| Angelegenheiten des Parlaments                | Brian Adam          | SNP    | 2011–2012 |           |
| Angelegenheiten des Parlaments                | Joe FitzPatrick     | SNP    | 2012–2014 |           |
| kommunale Sicherheit und Recht                | Roseanna Cunningham | SNP    | 2011–2014 |           |
| Umwelt und Klimawandel                        | Stewart Stevenson   | SNP    | 2011–2012 |           |
| Umwelt und Klimawandel                        | Paul Wheelhouse     | SNP    | 2012–2014 |           |
| Transport und Veteranen                       | Keith Brown         | SNP    | 2011–2014 |           |

Der Lord Advocate (Generalstaatsanwalt), derzeit Frank Mulholland, wird auch zu den Mitgliedern des Kabinetts gezählt, ist jedoch kein Minister und nimmt seit 2007 auch nicht mehr an den Kabinettssitzungen teil.